# قرص كوكبي متأين

الأقراص الكوكبية المتأينة في سديم الجبار

القرص الكوكبي المتأين هو قرص كوكبي أولي متأين حول النجوم الفتية ومضاء خارجيا بالتبخر الضوئي .ولقد تم اكتشاف ما يقرب من 180 قرص كوكبي متأين في سديم الجبار.صور الأقراص الكوكبية المتأينة في مناطق تشكل النجوم الأخرى نادرة، في حين كوكبة الجبار هي المنطقة الوحيدة التي لديها عينة معروفة كبيرة نظرا لقربها النسبي من الأرض.
في سديم الجبار رصد نوعين من الأقراص الكوكبية المتأينة. بعض لأقراص الكوكبية المتأينة تتوهج حول النجوم الساطعة عندما يكون القرص موجود بالقرب من النجم. الأقراص الكوكبية المتأينة الأخرى تكون على مسافة أكبر من النجم المضيف وتظهر كصورة ظلية داكنة بسبب التغشية الذاتية للغبار البارد والغازات من القرص نفسه. وبعض الأقراص الكوكبية المتأينة تظهر علامات على الحركة بسبب الموجات الصدمية للإشعاعات النجمية . سديم الجبار موقع نشط لتشكل النجوم ويقع على بعد حوالي 1500 سنة ضوئية من الشمس ويقع مع الشمس في نفس الذراع الحلزوني من مجرة درب التبانة ..